# Siberian husky
Siberian husky är en hundras från USA. Den är en nordlig slädhundsspets och polarhund. Den är framavlad i Alaska som tävlingshund för draghundsport av hundar importerade från i första hand tjuktjerna i östra Sibirien. Tjuktjernas ursprungliga lantrashund representeras idag av den ryska rasen tjukotskaja jesdovaja. Siberian husky är stark, köldhärdig och uthållig och passar bäst hos friluftsintresserade ägare, då dessa hundar behöver mycket motion.

## Historia
Som hos andra subarktiska renskötande nomadfolk använde tjuktjerna sina hundar till alla nyttoändamål: jakt, renvallning och transport. Deras hundar var anpassade till att dra lättare packning över långa avstånd. De arrangerade även slädhundstävlingar. Tjuktjerna hade ett nära förhållande till sina hundar, lät barnen leka med dem och använde dem som värmekälla under kalla nätter. Man bedrev även en tämligen organiserad avel, då alla hanhundar utom ledarhundarna kastrerades.
Som binäring anlitades tjuktjerna för långa transporter mellan Sibirien och Alaska, deras snabba hundar vann ryktbarhet. När guldrushen i Alaska mot slutet av 1800-talet började klinga av, blev slädhundstävlingar allt populärare. 1908 anordnades för första gången All-Alaska Sweepstakes, en 65 mil lång slädhundstävling, och det var första gången tjuktjiska hundar, importerade av en rysk pälshandlare, deltog i en amerikansk slädhundstävling. De slutade på en tredjeplats men prestationen imponerade stort. Flera slädhundsförare begav sig själva till Sibirien för att leta efter hundar. Alla som köptes upp kom inte från Tjuktjerhalvön utan även Kamtjatka.
En av de mest framgångsrika slädhundförarna var norsk-amerikanen Leonhard Seppala. År 1925 utbröt difteri i staden Nome. För att transportera serum den 100 mil långa vägen mellan Nenana och Nome anlitades bland andra Seppala och hans hundspann med siberian huskyer med ledarhunden Togo. För den sista etappen var Balto ledarhund i ett spann, som fördes av Gunnar Kaasen. Balto står staty i Central Park i New York.
Sibirian husky erkändes som en egen ras 1930 av American Kennel Club (AKC) och den amerikanska rasklubben bildades 1938.

## Egenskaper
Siberian husky kan på många vis anses som älskvärd och vacker men man bör knappast glömma bort Siberian huskyns mer krävande egenskaper. Siberian huskyer är väldigt sociala hundar, de är flockdjur som har ett starkt behov av att hela tiden ha sällskap av antingen andra hundar eller människor. De är mycket vänliga även mot främmande människor och har därför inte några som helst vaktinstinkter. De är kända för sin medfödda drift att springa och de har även en stor fallenhet för att yla, gräva gropar och lyor. Anledningen till att de vill gräva gropar är att de söker svalare eller hetare yta. På sommaren är det för att bli sval och på vintern för att få isolering och bli varm.

## Utseende
Siberian husky har en lätt, rektangulär och väl musklad kropp. Bröstkorgen är djup och lång. Benstommen skall vara stark men inte kraftig eller grov.  Huvudet är kilformigt med strama läppar. Siberian huskyn har fria, lätta, flytande och vägvinnande rörelser. Kroppsproportionerna skall uttrycka kraft, fart och uthållighet. Könsskillnaderna är framträdande. Pälsen är en tät och riklig dubbelpäls.